# سارة شيبارد
سارة شيبارد (بالإنجليزية: Sara Shepard)‏ هي روائية أمريكية من أصل كندية. من أشهر أعمالها الكاذبات الصغيرات الجميلات.

## وصلات خارجية
- سارة شيبارد على موقع IMDb (الإنجليزية)
- سارة شيبارد على موقع قاعدة بيانات الفيلم (الإنجليزية)
- الموقع الرسمي